# Solenobia wehrlii
Solenobia wehrlii is een vlinder uit de familie van de zakjesdragers (Psychidae). De wetenschappelijke naam van de soort is voor het eerst geldig gepubliceerd door Müller-Rutz.